# Cochemiea boolii
Cochemiea boolii ist Pflanzenart aus der Gattung Cochemiea in der Familie der Kakteengewächse (Cactaceae). Das Artepitheton boolii ehrt den US-Amerikaner Herbert W. Bool, den Entdecker der Art und Gründer des Botanischen Gartens in Phoenix.

## Beschreibung
Cochemiea boolii wächst für gewöhnlich einzeln, selten verzweigt sich die Pflanze an der Basis und bildet dann kleine Gruppen. Die kugelförmigen bis kurz zylindrischen, hell graugrünen Triebe erreichen eine Wuchshöhe von 3,5 Zentimeter und einen Durchmesser von 3 Zentimeter. Zwischen den runden Warzen befinden sich die nackten Axillen. Die Art führt keinen Milchsaft. Der einzelne, gelb bis gelblichbraune Mitteldorn ist stark gehakt mit einer dunklen Spitze und bis zu 20 Millimeter lang. Die weißen, etwa 20 Randdornen sind nadelig, gerade und liegen am Körper an. Sie erreichen eine Länge von 15 Millimeter.
Die rosa bis lavendelrosa Blüten haben eine Länge und einen Durchmesser von 4 Zentimetern. Die keuligen, orangefarbenen Früchte sind bis 30 Millimeter lang und enthalten schwarze Samen.

## Verbreitung, Systematik und Gefährdung
Cochemiea boolii ist in den tieferen Lagen des mexikanischen Bundesstaates Sonora verbreitet.
Die Erstbeschreibung als Mammillaria boolii erfolgte 1953 durch George Edmund Lindsay. Peter B. Breslin und Lucas C. Majure stellten die Art 2021 in die Gattung Cochemiea. Weitere nomenklatorische Synonyme sind Chilita boolii (G.E.Linds.) Buxb. (1954, nom. inval.  ICBN-Artikel 33.3) und Bartschella boolii (G.E.Linds.) Doweld (2000).
In der Roten Liste gefährdeter Arten der IUCN wird die Art als „Near Threatened (NT)“, d. h. als gering gefährdet geführt.

## Nachweise